# Fire! (film, 1901)
Fire! je britský němý film z roku 1901. Režisérem je James Williamson (1855–1933). Film trvá zhruba pět minut a premiéru měl 15. října 1901.
Filmem se pravděpodobně inspiroval Edwin S. Porter pro svůj snímek Life of an American Fireman (1903).

## Děj
Film, který se skládá z pěti scén, zachycuje požár bytového domu, zorganizování pomoci a následné hašení a záchranu lidí pomocí žebříku a plachty místní hasičskou službou.

## Produkce
Film se natáčel v opuštěné budově Ivy Lodge ve městě Hove, ve které se o rok dříve natočil snímek Attack on a China Mission.